# 複線索道

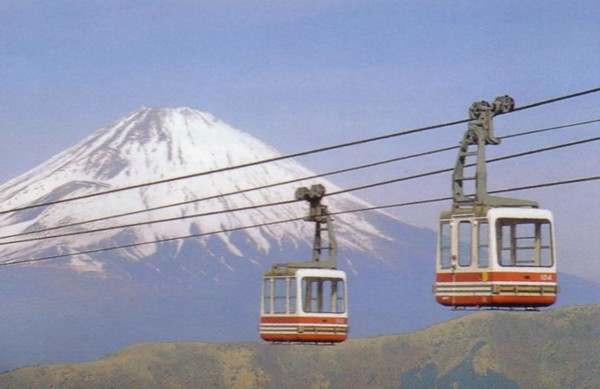
箱根ロープウェイの旧索道。2002年から2007年にかけて複式単線索道のフニテルに置き換えられた。

複線索道（英: Bicable gondola lift、独: 2S-Bahn、仏: Téléphérique 2S）とは、搬器の重量を支える支索と、移動に使用する曳索が分かれている方式の索道である。
鉄道における複線とは意味合いが異なり、上り用と下り用に索条が分離されていることを指すものではない。

## システムの概要

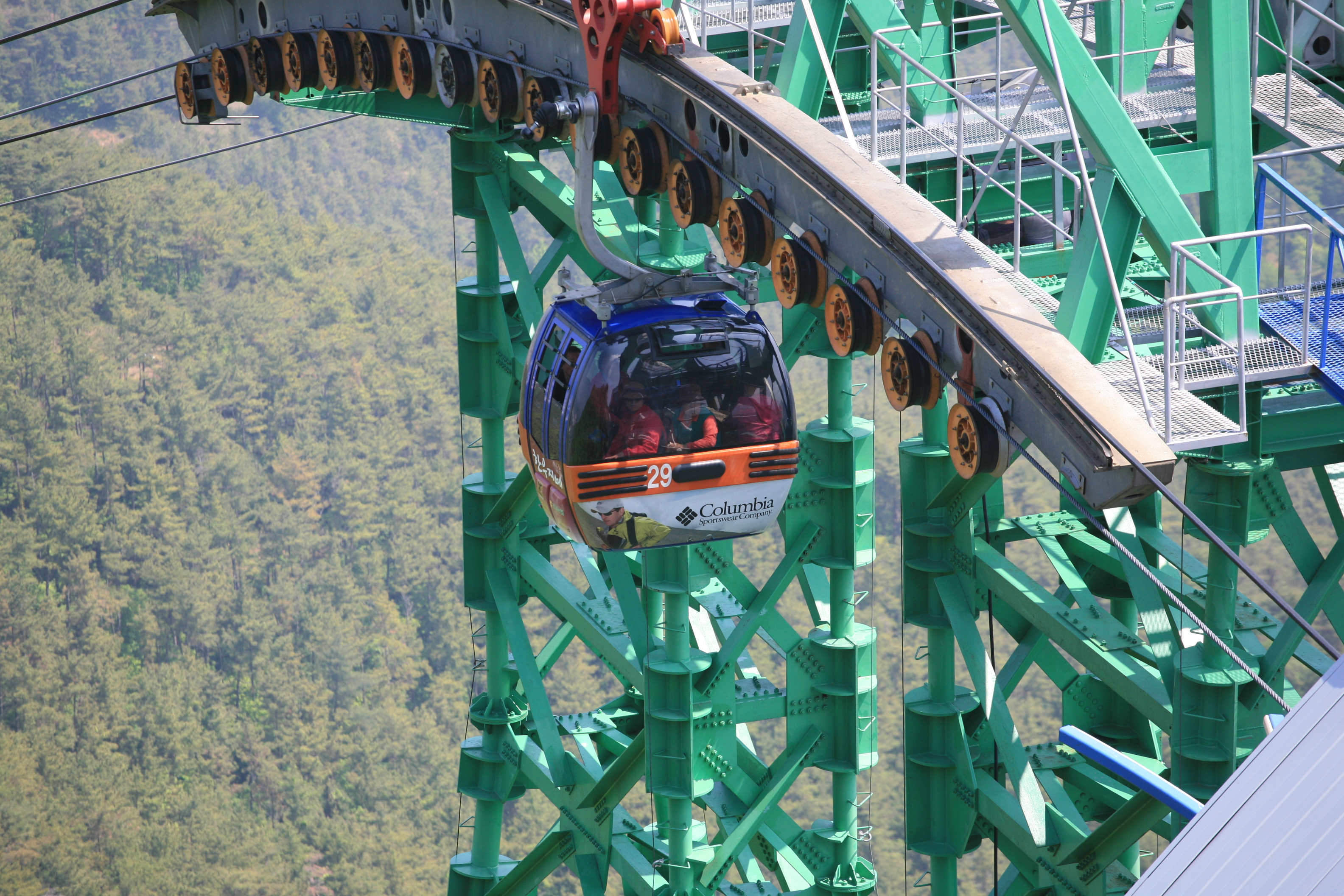
支柱を通過する複線索道の搬器（韓国・統営ケーブルカー）

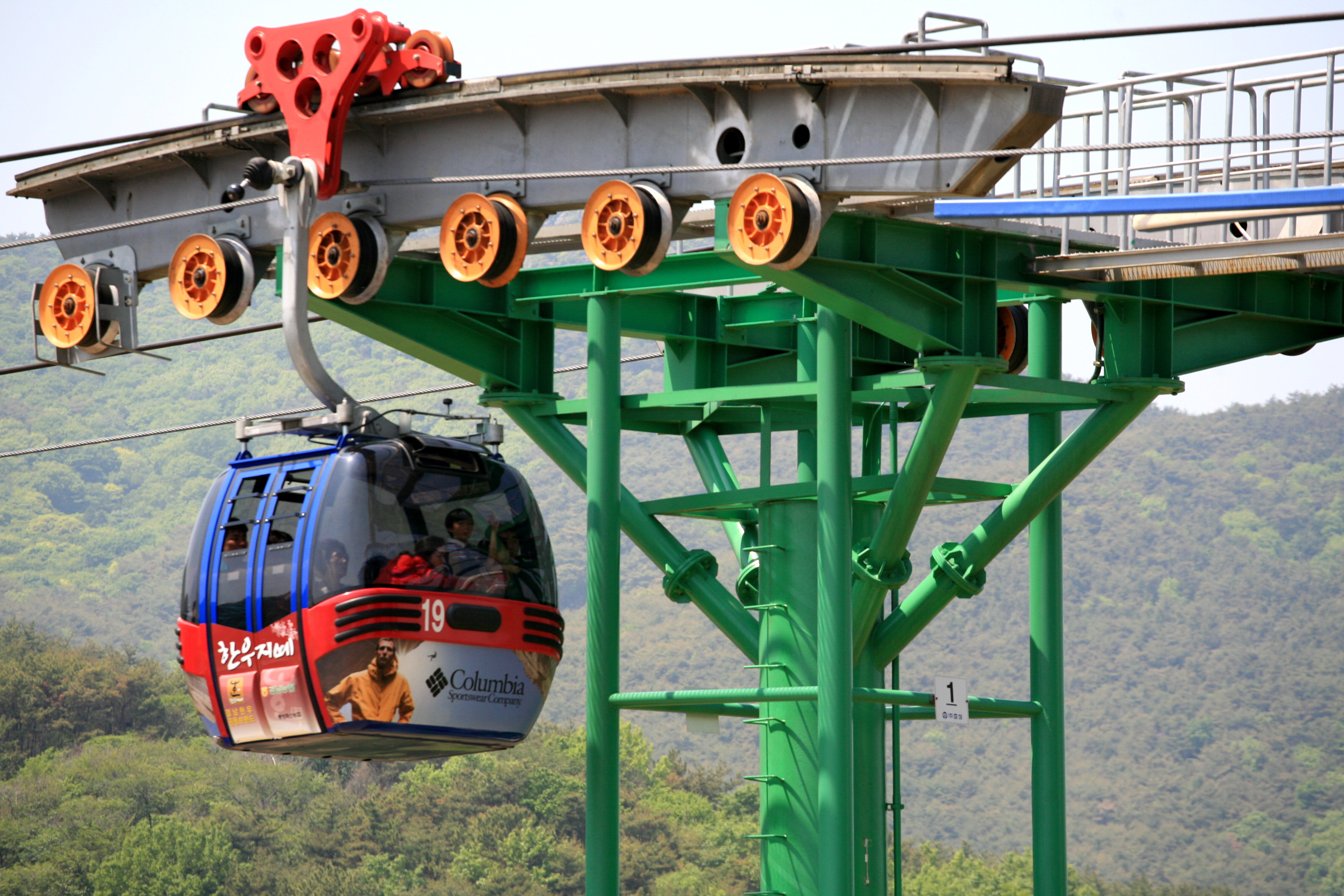
支柱上の複線索道の搬器（韓国・統営ケーブルカー）

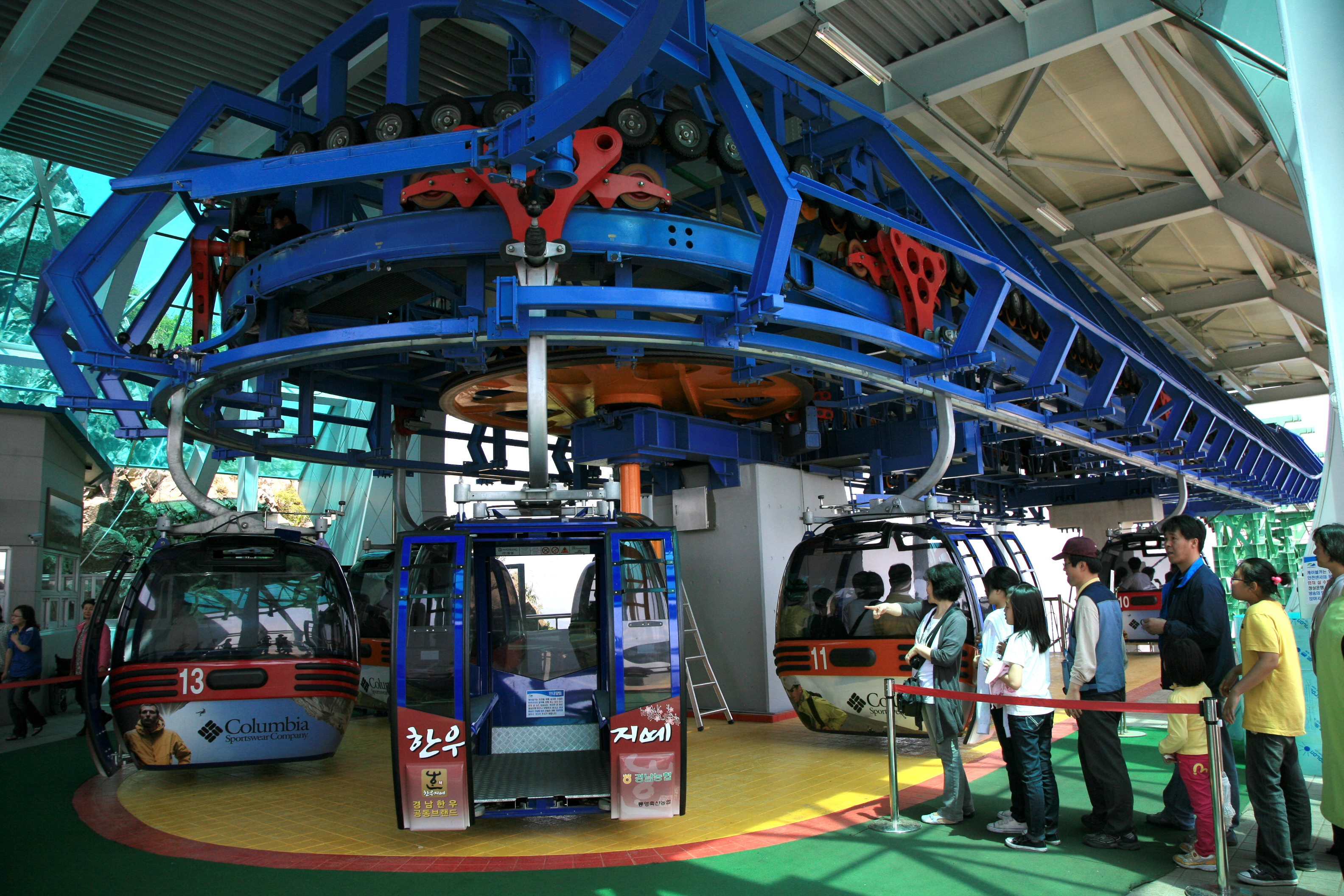
駅の乗降場での搬器（韓国・統営ケーブルカー）

複線索道は、交走式と循環式の要素を併せ持つ。2つの索条は曳索と支索があり、支索は一方の駅に重りによって固定され、もう一方の駅において重り、または油圧装置によって一定の張力に保たれる。
索道の支柱では、支索はグリースを塗った受索装置のサスペンション溝に置かれ、重量と温度変化による伸縮に対応出来るよう、前後に移動可能になっている。曳索は単線のゴンドラリフトと同様に継ぎ目が無いように結索され、常に同じ方向に向かって移動する。曳索は支柱の受索装置を通過する。支柱は種類に応じて、受索装置がどの部分に取り付けられても、搬器が通過できる構造になっている。
搬器は通常、支索上で4つのローラーで構成され、通常はそのうちの1つ、または2つが曳索に接続されている。
駅では、搬器は曳索から切り離され（放索）、場内レールに移動し、タイヤ減速機によって減速させられる。そして駅への進入後は単線索道と同様に自動で扉が開き、駅の乗降区間を通過する。乗降区間の配置は、設置場所ごとに異なる。乗降場を通過後は扉を閉めた後に再加速し、反対方向に搬送ケーブルに駆動され、結合点で曳索を握索する。握索地点では、曳索を摩耗させないためには、握索ができるだけスムーズに行われることが重要となるため、一定の速度で駅の場内レール上を走行出来るようになっている。ただ曳支索の摩耗は他の箇所や、さまざまな速度で運行されているときにも発生するため、最新のシステムでの加減速は機械制御でなく、電子制御で実施して更に摩耗を抑制できるようになっている。
単線索道に対する最も重要な利点は、支柱間の間隔距離を長くとれる点である。このように見ると、複線索道は交走式ロープウェーの長スパンと循環式ゴンドラリフトの高い輸送能力という両方の利点を兼ね備えており、複線索道はより大型の搬器と高速性を持たせての稼働が可能となっている。

## 歴史

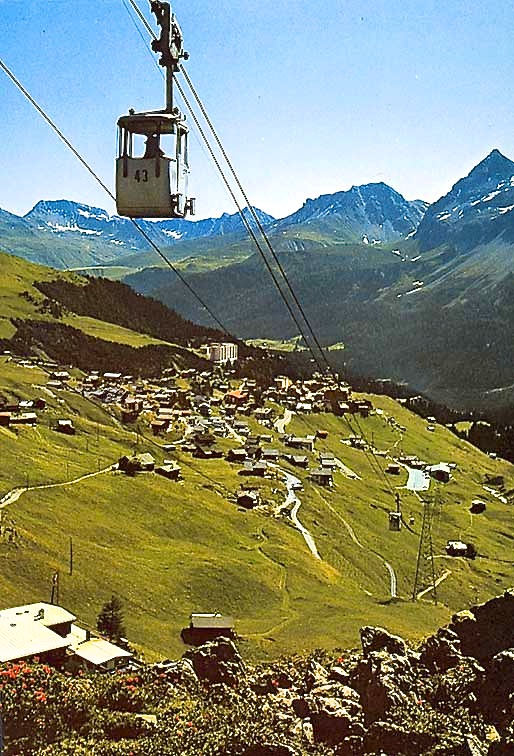
ヴァールマンスバーガー・システム（スイスのアローザ・ヘルンリー・ゴンドラリフト、1963年－1987年）

貨物輸送に使用された第一世代の貨物索道は、ロープの製造技術がまだ未熟で耐久性能が不足していたため、ほとんどがその欠点を補える複線索道で建設されることとなった。この方式は、アドルフ・ブライヘルトが1872年から導入し、ドイツのシステムとして知られるようになった複線貨物索道が原型とされている。オーストリアでは、ゲオルグ・ヴァールマンスバーガーによってアドルフ・ブライヘルトの貨物索道はさらに改良された。ゲオルグ・ヴァールマンスバーガーの開発したヴァールマンスバーガー・システムでは、1950年代以降に様々な場所が採用された。だが、ロープの性能が向上するにつれて単線索道の方が安価となり、複線索道は一時減少傾向となる。だが、複線索道が持つ高い輸送能力を求める需要増加により、近年再び採用され始めている。